# Calloo
Calloo, en néerlandais Kallo est une section de la commune belge de Beveren-Kruibeke-Zwijndrecht située en Région flamande dans la province de Flandre-Orientale. C'était une commune à part entière avant la fusion des communes de 1977.

## Démographie

### Évolution démographique
- Sources : INS, Rem. : 1831 jusqu'en 1970 = recensements, 1976 = nombre d'habitants au 31 décembre[3].

## Histoire
C’est ici qu'a eu lieu la bataille de Calloo. Celle-ci a été le sujet de plusieurs œuvres d'art dont celle de Gillis Peeters I et celle de Peeter Snayers.

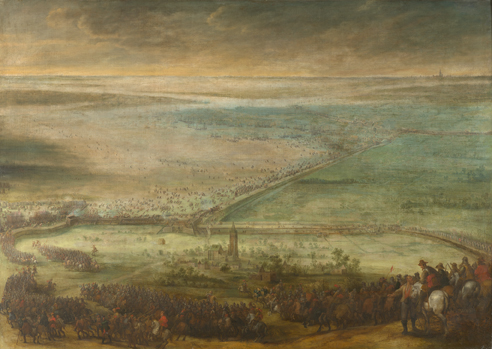
Bataille de Calloo